# مايك هيوز (مجدف)
مايك هيوز هو مجدف كندي، ولد في 7 أغسطس 1959 في سانت كاثرينز في كندا.

## وصلات خارجية
- مايك هيوز على موقع الاتحاد الدولي للتجديف (الإنجليزية)
- مايك هيوز على موقع اللجنة الأولمبية الدولية (الإنجليزية)
- مايك هيوز على موقع أوليمبيديا (الإنجليزية)